# Twin Nunataks
Die Twin Nunataks (englisch für Zwillingsnunatakker) sind zwei kleine Nunatakker im ostantarktischen Viktorialand. In den Prince Albert Mountains ragen sie zwischen den Ricker Hills und dem Hollingsworth-Gletscher auf.
Die Südgruppe der New Zealand Geological Survey Antarctic Expedition (1962–1963) kartierte sie und benannte sie deskriptiv.